# Vishal (Amersfoort)
De vishal van Amersfoort is een kleine overkapping die vroeger dienstdeed als vishal. Hij is gevestigd op de Vismarkt, op de kruising tussen de Langestraat en de Korte- en Langegracht. Het gebouw stamt uit 1657 en werd gebruikt voor het bereiden en verkopen van vis. In 1988 is de vishal teruggeplaatst naar zijn oorspronkelijke en huidige plek nadat het vanaf 1856 was verplaatst naar het Lieve Vrouwenkerhof.